# Жбанов, Анатолий Васильевич
Анатолий Васильевич Жбанов (25 апреля 1922 года, деревня Слобода — 23 марта 1993 года, Сафоново, Смоленская область) — бригадир монтажников строительного управления № 2 треста «Дорогобужхимстрой» Министерства строительства СССР, Смоленская область. Герой Социалистического Труда (1971).

## Биография
Родился в 1922 году в крестьянской семье в селе Слобода (сегодня — Кардымовский район Смоленской области. После окончания семилетки окончил школу фабрично-заводского обучения, получив рабочую специальность помощника прядильно-ткацкого производства. Трудился на Ярцевской прядильно-ткацкой фабрике. В ноябре 1941 года призван на фронт. Служил в 19-м запасном лыжном полку, с 1944 года — радиотелеграфистом 52-го дивизиона бронепоездов 31-й армии 3-го Белорусского фронта. Участвовал в освобождении Смоленской области. Во время боя в районе посёлка Понизовье получил ранение, но не покинул поля боя, продолжая выполнять поставленные задачи. В боях в окрестностях Ржева служил на бронепоезде «Тамбовский рабочий».
После демобилизации в 1947 году возвратился в Ярцево, где трудился слесарем-механиком автохозяйства, механических мастерских углеразведки. В 1949 году вступил в ВКП(б). С 1955 года — каменщик, с 1960 года — строитель-монтажник, с 1962 года — бригадир комплексной бригады монтажником стройуправления № 2 треста «Дорогобужстрой».
Бригада Анатолия Жбанова в своей работе применяла передовые методы строительства, в результате чего досрочно выполнила коллективное социалистическое обязательство и производственный плановые задания Восьмой пятилетки (1966—1970). Указом Президиума Верховного Совета СССР от 7 мая 1971 года «за выдающиеся успехи, достигнутые в выполнении заданий пятилетнего плана по капитальному строительству, внедрение новой техники и передовых методов организации труда» удостоен звания Героя Социалистического Труда с вручением Ордена Ленина и золотой медали Серп и Молот.
Более десяти лет избирался членом Смоленского обкома КПСС, три раза — депутатом Сафоновского Совета народных депутатов, делегатом XV съезда профсоюзов СССР.
В 1980 году вышел на пенсию. Персональный пенсионер союзного значения. Скончался в марте 1993 года. Похоронен на 11-м кладбище города Сафоново.

## Награды
- Герой Социалистического Труда
- Орден Ленина
- Орден Отечественной войны 2 степени (11.03.1985)
- Орден «Знак Почёта» (11.08.1966)
- Медаль «За боевые заслуги» (24.12.1944)
- Медаль «В ознаменование 100-летия со дня рождения Владимира Ильича Ленина»